# 77e régiment blindé (États-Unis)

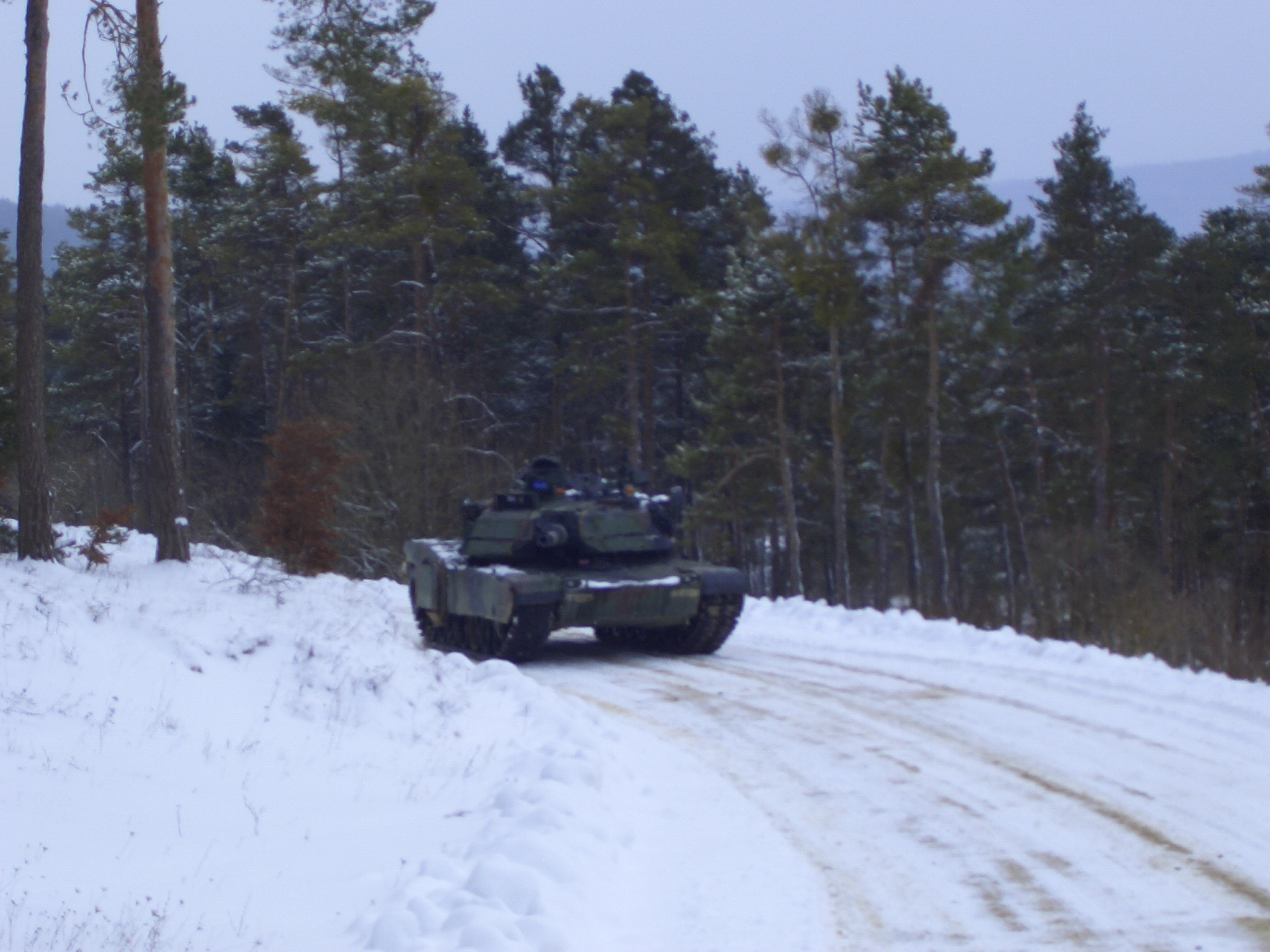
Un char M1A1 Abrams du 77e régiment blindé à l'entrainement en Allemagne en 2006.

Le 77e régiment blindé est un régiment américain de l'United States Army basée à Fort Bliss.
Le 77e régiment blindé fait partie du système régimentaire de l'armée américaine avec un seul bataillon, le 1er bataillon, 77e régiment blindé, et est donc classé à la fois comme  bataillon et comme le régiment lui-même. 1–77 AR est actuellement stationné à Fort Bliss, au Texas, dans le cadre de la 3e brigade « Bulldogs », 1re division blindée et est passé d'un bataillon constitué uniquement de chars à un bataillon interarmes (CAB).
En 1976, la Brigade 76 a assigné le 1er Bataillon du 77e Blindé à une mission temporaire (TDY : Temporary duty travel) de six mois ; Le bataillon était situé sur la base aérienne de Wiesbaden.